# Михеев, Валерий Фёдорович
Валерий Фёдорович Михеев (род. 7 апреля 1949, село Сородичи, Болховского района, Орловской области, СССР) — советский и российский скульптор, педагог, член Союза художников России (1985), член творческой комиссии по скульптуре Российской Федерации, Заслуженный художник Российской Федерации (2002).
Обладает индивидуальной авторской манерой воспроизведения, сочетающая творческие дерзания с приверженностью к натуре. Работы Михеева узнаются в любом экспозиционном пространстве органическим сочетанием визуального вызова и образной достоверности. В своих композициях на свободную тему скульптор ставит себе новые и новые задачи. Художественное напряжение, возникающее от столкновения реалистического метода с инновационным подходом, заряжает каждую новую вещь внутренней энергией, рождающейся из разрешения скрытых противоречий.

В культурной сфере масштаб художника, закрепленный признанием в профессиональной общероссийской среде, задает современный творческий уровень, обязывающий к повышению критериев. И в этом плане общественное признание его творчества является одним из несомненных факторов развития современной культуры.

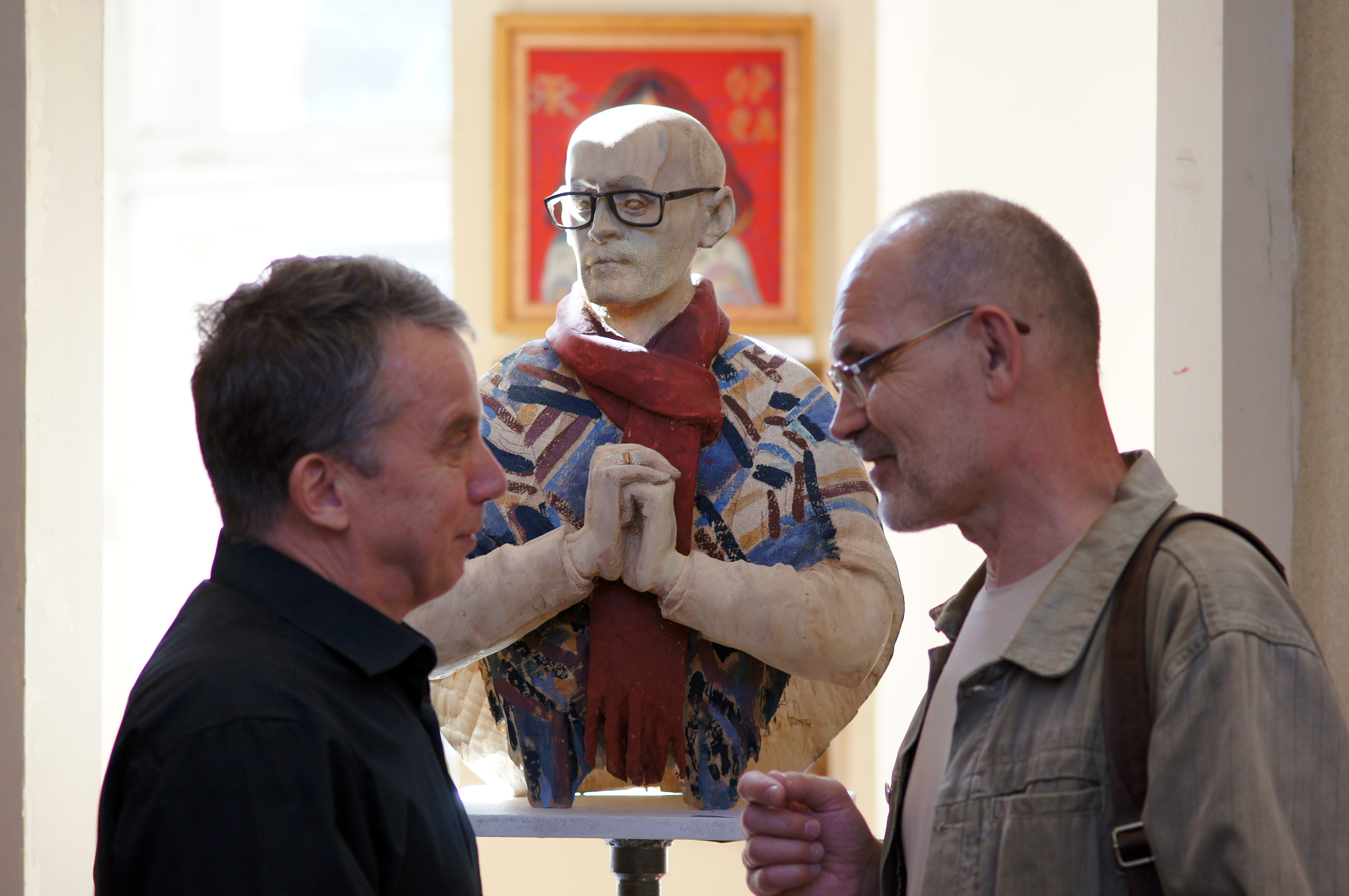
Трио (художник, модель, портрет), дерево, 2011

## Биография, образование
Родился в селе Середичи, Болховского района, Орловской области.
Родители: Михеев Федор Афанасьевич, ветеран Великой Отечественной войны, награждён Медалью «За отвагу», орденом Отечественной войны, окончил Московский педагогический институт; Михеева Анна Трофимовна, окончила Московский институт иностранных языков, преподаватель.
Образование: Орловский государственный университет (физико-математический факультет 1963-1969гг; художественно — графический факультет 1969—1973 гг.)
- Памятники:
- В Орле:
  - «Памятник А. С. Пушкину» (ул. Комсомольская)
  - «Памятник жертвам радиационных катастроф» (ул. Октябрьская)
  - «Памятный знак жертвам нацизма расстрелянных в Медведевском лесу» (Московское шоссе)
  - Мемориальные доски: «Пушкин А. С. у генерала Ермолова А. П.» (на здание вычислительного центра МВД, ул. Салтыкова-Щедрина), «коменданту Орла генералу-майору Панчуку» (пер. Соляной), «архитектору Иванову И. А.» (дом книги, ул. Московская), «сотрудникам ОМОН погибших при исполнении интернационального долга» (здание ОМОН, Московское шоссе).
- В Орловской области:
  - Памятник легенде российского спецназа Илье Григорьевичу Старинову (г. Болхов, поселок Стрелецкий, Орловского района)
  - Бюсты — Герою Советского Союза лётчику Егорову П. Д.(чугун) и Герою Советского Союза лётчику Фатееву И. Ф.(чугун), аллея Славы г. Мценск Орловской области;
  - "Мемориальный комплекс танкистам-первогвардейцам", в память о разгроме немецких танковых соединений Гудериана под Орлом (Мценский район, Орловской области, дорога М-2)
  - Памятник русскому философу, богослову, православному священнику С. Н. Булгакову (мрамор), город Ливны, Орловской области

Список музеев, в которых, работы находятся в постоянной экспозиции:
- Москва, Третьяковская галерея — работа «Муза»
- Белгород, Белгородский художественный музей — работа «Косенков С. С.»
- Белгород, Белгородский художественный музей — работа «Иван»;
- Белгород, Белгородский художественный музей — работа «Прощание»;
- Орёл, Музей-Диорама — работа «Солдат Победитель»;

Основной фонд его работ составляют скульптурные композиции на свободную тему:
- 1999 год, Всероссийская выставка "Болдинская осень", г. Москва, ЦДХ.
- 2002 год

Указом Президента Российской Федерации от 28.10.2002 № 1269 присуждено звание "Заслуженный художник Российской Федерации"
«Мемориальный комплекс танкистам — первогвардейцам», в память о разгроме немецких танковых соединений Гудериана под Орлом (Мценский район), Памятник русскому философу, богослову, православному священнику С. Н. Булгакову (мрамор), Ливны Орловской области, Диплом международной выставки «Искусство наций», Москва, ЦДХ, работа — Птиц на волю отпущение (дерево),
- 2003 год Диплом Всероссийской выставки «Наследие», Воронеж, работа — Портрет Анны Ахматовой (мрамор),
- 2004 год Диплом Всероссийской выставки «Россия Х», Москва, ЦДХ, работа — Кто придумал колесо (бронза), Диплом Открытого Всероссийского конкурса А. П. Ермолову (за эскиз памятника А. П. Ермолову),
- 2005 год Мемориальная доска архитектору Иванову (гранит чугун), Орёл, дом «Книги», «Солдат Победитель», Орёл, постоянная экспозиция Музей-Диорама, Международной выставки «Победа», Москва, Поклонная гора, награждён медалью, работа — Беженка (бронза, гранит), Диплом Всероссийской выставки посвященной 300 летию со дня рождения Святителя Иосафа Епископа Белгородского, работа — Садовник (дерево),
- 2006 год, Всероссийская выставка «Скульптура-2006», Липецк, скульптура — Адмирал Колчак ( 82×23×23 см, мрамор, бронза); Памятный знак жертвам радиационных катастроф (песчаник, сталь), Орёл; Мемориальные Доски для здания ОМОН, Орёл,
- 2008 год, Выставка Центральных регионов России, Ярославль, работа — Памяти Модильяни (дерево), Диплом СХ, Выставка «Отечество», Москва, ЦДХ, работа — Орёл и Аспид(бронза), Диплом СХ,
- 2009 год, Золотая медаль ВТОО Союза Художников России «Духовность, Традиции, Мастерство», «Россия XI», Москва, ЦДХ, работа- Крестьянин (бронза), работа — Адмирал Колчак (мрамор, бронза).
- 2010 год, Премия Центрального Федерального Округа в области Литературы и Искусства, Москва, АХ, Работы — Дама с лисой (дерево мех), Портрет Александры (дерево сталь), Портрет Варвары (мрамор), Диплом II степени, Персональная выставка «Венец творения», Краеведческий музей, Орёл, Выставка нереализованных творческих проектов «Каким ты хочешь видеть свой город», Орёл, Благодарность администрации г. Орла.
- 2011 год, Диплом I степени Творческого союза художников России, Международная выставка конкурс «Запечатленный ангел» посвященная 180-летию со дня рождения Н.С.Лескова, Орёл, работа — Лев Старца Герасима (каменная масса), Диплом III степени, 1-й Белгородский открытый фестиваль, посвященный памяти художника Косенкова С. С., Белгород, работа — Косенков С.С.(дерево латунь), собрание Белгородского художественного музея, I Международная выставка-конкурс на соискание премии «Прохоровское поле» в области изобразительного искусства, Белгород, Белгород, работа — Иван (дерево), собрание Белгородского художественного музея,
- 2013 год, Бюст Герою Советского Союза лётчику Егорову П. Д.(чугун), аллея Славы г.Мценска Орловской области, Бюст Герою Советского Союза лётчику Фатееву И. Ф.(чугун), аллея Славы г. Мценск Орловской области, II Международная выставка-конкурс на соискание премии «Прохоровское поле» в области изобразительного искусства, Белгород, Белгород, работа — Прощание (дерево), собрание Белгородского художественного музея, диплом Лауреата конкурса, Конкурс «Снеговиков», Орёл, Диплом Союза дизайнеров России, Проект памятника Кондратюку Ю.В., одному из основателей космонавтики, Кривцовский мемориал, Болховский район Орловской области, Проект памятника партизанам подпольщикам, Орёл, Скульптурная выставка Союза художников России, Москва, «Девушка с мокрыми волосами», «Пикассо»
- 2014 год, Юбилейная выставка, посвященной 195-летию со дня рождения И.С.Тургенева, «Лауреат муниципальной премии в области культуры и искусств». Международная выставка, посвящённая открытию Олимпийских игр в Сочи, Диплома Оргкомитет, за работу «Гимнастка с булавой», Групповая-творческая выставка художников Орловской области в галереи художника Белюкина, г. Москва
- 2015 год, Международная художественная выставка «Победа» (посвященная 70 летию победы советского народа в Великой Отечественной войне), работа «Ручеек» (дерево, акрил, медь), г. Москва, МумуFest, г. Орёл, проект памятника «Муму»; Художественная выставка «Посвящается 70-летию Великой Победы», работа «Садовник» (дерево), г. Белгород;
- 2016 год, III Международная выставка-конкурс на соискание премии «Прохоровское поле» в области изобразительного искусства, Белгород, работа «Камчатский рыбак» (дерево, акрил, слюда); Региональная выставка «Белгород — Курск — Орёл», Центральный дом архитектора, выставка проектов памятника погибшим журналистам, Москва., Памятник легенде российского спецназа Илье Григорьевичу Старинову;
- 2017 год, Выставка «Пойдём в мой край, в поля, в луга Орловщины», Тула; Открытый фестиваль изобразительных искусств памяти заслуженного художника России С. С. Косенкова, Белгород, диплом III степени, работа «Девушка на кубе»; Всероссийская художественная выставка «Скульптура малых форм. Графика» (Владимир) работа «Летний день»; IV Международная выставка-конкурс на соискание премии «Прохоровское поле» в области изобразительного искусства, работа — «Жаворонок» (дерево);
- 2018 год, Выставка произведений Орловских художников «Родине моей поклонитесь» в Центральном доме художника в рамках «Дней Орловской области в Москве». В экспозицию вошли и работы Михеева: «Роман с Контрабасом» (дерево, акрил, 118х40х47) и «По Яузе реке» (дерево, акрил, золото 30х120х40), В Орле городская комиссия по наименованию, переименованию улиц и установке объектов монументального искусства одобрила эскиз новой мемориальной доски Ивану Тургеневу работы Михеева, которую решили установить 200-летию писателя, Всероссийская художественная выставка «Образ Родины IV», посвящённая 200-летию со дня рождения И. С. Тургенева. Михеев (представлены две работы) указом Губернатора Орловской области от 11.10.2018 № 646 награждён Памятной медалью «200-летие И. С. Тургенева», XII Межрегиональная выставка «Художники центральных областей России» (Липецк) (представлены две работы (2.15))
- 2019 год, Всероссийскую художественную выставку «Россия-XIII» г. Москва, ЦДХ.«Друг мой скрипка» 2018 Тон. дерево, 90х34х32, Полномасштабная - Персональная выставка. с 03.04.2019-19.04.2019 совместная выставка заслуженных художников России - Михеева Валерия Федоровича (скульптура, более 25 работ в дереве) и Силаева Николая Яковлевича (графика, более 50 работ). Место проведения - Союз Художников России, Выставочный зал на Покровке 37, Москва; 29.08.2019 в Областном выставочном центре Орловской области, была открыта полномасштабная персональная выставка, на выставке представлены более 90 графических работ и более 30 скульптурных работ, выполненных из дерева. Всероссийская художественная выставка "Скульптура малых форм. Гобелен", Россия, г. Самара и г. Тольятти - работа "Невесомость" (80*80*80 см, дерево, медь); IV открытый Белгородский фестиваль изобразительных искусств памяти заслуженного художника России С. С. Косенкова. Россия, г.Белгород, Белгородский художественный музей, выставочный зал «Родина» - две работы: "Роман с Контрабасом" (дерево, акрил, 118х40х47), диплом III степени, и «Друг мой скрипка» (дерево, 90х34х32)
- 2020 год, 
  - Выставка скульптуры «Степан Эрьзя, и мы», выставочный зал МДХ. Москва, 2020 г.
  - Выставка «Образ женщины в произведениях живописи и скульптуры», РСХ Кузнецкий мост. Москва, 2020 г.
  - V Межрегиональная выставка-конкурс на соискание премии «Прохоровское поле» в области изобразительного искусства (16.10.2020)
  - Выставка «Сквозь бунинское слово. Живопись, графика, скульптура» (г.Воронеж) - работа "Портрет И.А.Бунина"(бронза, размер 70х41х25)
- 2021 год
  - II Всероссийская художественная выставка «Скульптура малых форм. Графика» Россия, г. Владимир - работа "Модель" (дерево)[3]
  - Всероссийская выставка "Первый шаг в космос", посвящается 60-летию полета Ю.А.Гагарина, г. Смоленск,"Невесомость" (дерево, сталь, 80х80х80 см)
  - Всероссийская художественная выставка "Единение", г.Нижний Новгород, две работы: "Адмирал" (дерево, тон, 59х34х48 см); "Книга книг" (дерево, тон, 69х35х27 см).
- 2022 год
  - Выставка «Москва – Санкт-Петербург. Петру Великому – 350", г. Москва, Третьяковская галерея, ЦДХ, работа "Книга книг" (дерево, тон, 69х35х27)[4]
  - "90 лет Московскому Союзу художников России", г. Москва, Третьяковская галерея, ЦДХ, работа "Портрет И.А.Бунина" (бронза,размер 70х41х25, год создания 2020)
  - "90 лет Московскому Союзу художников России, 30 лет объединению Московских скульпторов", г. Москва, Кузнецкий мост, д.11, работа «Камчатский рыбак» (дерево, акрил, слюда), "Адмирал" (дерево, тон, 59х34х48 см, год создания 2021)
  - "Связь поколений" - г. Воронеж, выставка посвящена 350 летию со дня рождения Петра Первого, работа "Книга книг" (дерево, тон, 69х35х34, год создания 2021, каталог), "Семейный портрет" (бронза, размер 75х25х30, год создания 2022, каталог)
  - «Выставка произведений орловских художников посвященная 85-летию образования Орловской области» г. Орел, «Баланс» (бронза, размер 43х22х20, год создания 2022, каталог)
- 2023 год
  - Областная выставка произведений орловских художников, посвящённая 80 - летию освобождения  города  Орла от немецко – фашистских захватчиков в ВОВ 1941 – 1945 г. г., Орловский военно-исторический  музей, Выставочный зал Орловской организации ВТОО «Союз художников России»  2023 г. («Адмирал» тон. дерево 2022г. 59х44х36)
  - VI Белгородский  открытый фестиваль изобразительных искусств памяти заслуженного художника России С.С. Косенкова. Белгородский государственный художественный музей, Выставочный зал «Родина» и Яковлевский Центр культурного развития «Звездный» (г. Строитель). («Спаси и сохрани»2023 Бронза 41х73х32)
  - XIII Межрегиональная художественная  выставка «Художники Центральных областей России»  г. Воронеж музей имени  И.Н. Крамского (Его зовут Павел. 2022 Бронза, 21х53х19)
  - Областная художественная выставка посвященная дню города Орла. , Выставочный зал Орловской организации ВТОО «Союз художников России»  2024 г. («Портрет студентки Якубович» Гипс, сталь, 2019г. 72х48х35)
- 2024 год
  - XIV Всероссийская художественная выставка "РОССИЯ" ("Три девицы в мастерской", бронза, сталь, 2023 г. 215х88х60; "Листопад", бронза, 2023г. 70х35х33)
  - Выставка "Восточная сказка" ("Восточный портрет" /"Бэндзайтэн" дерево, сталь, тон, 2024 г. 44х28х31) - Восточно культурный чентр Института востоковедения Российской академии наук, г. Москва[3][4]
  - Выставка «Победа 80» («Беженка», 2023 год, гранит, бронза) – Выставочный зал СХР в Новой Третьяковке, г. Москва, Крымский вал, д.10.
  - Выставка «Победа 80»  («Адмирал» тон. дерево 2022г. 59х44х36) – г. Липецк